# 兒玉友雄
兒玉 友雄（こだま ともお、1881年10月23日 - 1961年5月9日）は、日本陸軍の軍人。最終階級は陸軍中将。

## 経歴
本籍山口県。児玉源太郎の三男として生れる。学習院中等科を経て、1902年11月、陸軍士官学校（14期）を卒業、翌年6月、歩兵少尉に任官し近衛歩兵第2連隊付となり、1904年2月、日露戦争に出征。1910年11月、陸軍大学校（22期）を卒業した。
参謀本部員兼軍務局課員、近衛師団参謀、参謀本部員などを経て、1914年5月、イギリスに私費留学し、翌年、イギリス軍に従軍した。帰国後、参謀本部員、陸軍省軍務局課員、兼航空部事務官、兵器局課員、軍務局課員（軍事課）、近衛歩兵第3連隊付、歩兵第34連隊長、参謀本部課長などを歴任し、1929年8月、陸軍少将に進級。
歩兵第2旅団長、朝鮮軍参謀長などを経て、1933年8月、陸軍中将となった。下関要塞司令官、第3独立守備隊司令官、第16師団長、西部防衛司令官などを歴任し、1938年7月、予備役に編入された。同年9月、召集を受け台湾軍司令官に就任し、翌年12月、召集解除となった。
1947年（昭和22年）11月28日、公職追放仮指定を受けた。

## 親族
- 妻 児玉みつ 中村雄次郎陸軍中将の娘
- 兄 児玉秀雄（官僚、政治家）

## 栄典
- 1938年（昭和19年）8月24日  - 従三位[3]